# 三木紀人
三木 紀人（みき すみと、1935年〈昭和10年〉5月27日 - ）は、日本の国文学者。専門は中世文学（特に兼好法師や鴨長明など隠者文学）。お茶の水女子大学名誉教授。城西国際大学客員教授。兵庫県生まれ。

## 略歴
- 1959年　東京大学文学部国文学科卒業
- 1966年　東京大学大学院人文科学研究科博士課程単位取得満期退学。静岡女子大学講師
- 1970年　共立女子短期大学国語科助教授
- 1971年　成蹊大学文学部助教授
- 1975年　お茶の水女子大学文教育学部助教授
- 1980年　同大学文教育学部教授
- 2001年　同大学定年退官、名誉教授。城西国際大学人文学部教授。同大学日本研究センター所長
- 2002年  同大学同学部の国際文化学科長。
- 2004年　4月に人文学部学部長、9月に大学院人文科学研究科研究科長
- 2006年　城西国際大学招聘教授
- 2008年　城西大学人文学部が国際人文学部に改組され、国際人文学部客員教授となる。

## 著書
- 『方丈記・徒然草』尚学図書 1980 (鑑賞日本の古典)
- 『鴨長明 閑居の人』新典社 1984 (日本の作家)、講談社学術文庫, 1995
- 『多武峰ひじり譚』法藏館, 1988
- 『日本周遊古典の旅』新潮社, 1990（新潮選書）
- 『つれづれ人生訓 「徒然草」が教えてくれる』集英社, 1995
- 『鴨長明　日本人のこころの言葉』創元社、2012

## 編著共編
- 『徒然草』 市古貞次 明治書院, 1970 (古典アルバム)
- 『仏教文学の古典』 紀野一義 有斐閣新書, 1979-80
- 『今昔物語集宇治拾遺物語必携』 学燈社, 1988
- 『宗教のキーワード集』 山形孝夫共編 學燈社, 2005

## 校注・訳註
- 『雑談集』 無住 山田昭全共校注 三弥井書店, 1973 (中世の文学)
- 『宇治拾遺物語』 小林保治,原田行造共編 桜楓社, 1976
- 『方丈記・発心集』 鴨長明 新潮社, 1976 (新潮日本古典集成)、新版2016
- 『徒然草』 全4巻 兼好法師 講談社学術文庫, 1979-82
- 『方丈記・発心集・歎異抄』 学燈社, 1982 (現代語訳学燈文庫)、のち新版
- 『大乗仏典 中国・日本篇』「無住・虎関」 山田昭全共訳 中央公論社, 1989
- 『新日本古典文学大系』「宇治拾遺物語・古本説話集」 岩波書店, 1990
- 『今物語』 藤原信実 講談社学術文庫, 1998